# 偶羽羊齒屬
偶羽羊齒屬（學名：Paripteris），又名偶脈羊齒屬、等稱羊齒屬，是一屬已滅絕的種子蕨，生存於石炭紀晚期。它們生長在炎熱潮濕的沼澤地帶。其化石分布於全世界。

## 特徵
偶羽羊齒的典型植株高度約為5公尺。其花粉呈貝殼狀，由複葉基底上分開的大燭臺形結構產生。每個花粉器官都有許多手指狀的產生花粉的結構。

## 物種
以下列出本屬的部分物種：
- 大偶脈羊齒 Paripteris gigantea Sternberg
- Paripteris pseudogigantea H. Potonié
- Paripteris lunata D．White